# Évran
Évran är en kommun i departementet Côtes-d'Armor i regionen Bretagne i nordvästra Frankrike. Kommunen ligger i kantonen Évran som tillhör arrondissementet Dinan. År 2022 hade Évran 1 787 invånare.

## Befolkningsutveckling
Antalet invånare i kommunen Évran
Referens:INSEE